# Entephria cibiniaca
Entephria cibiniaca là một loài bướm đêm trong họ Geometridae.